# Discographie d'Yves Montand
Cet article présente la discographie d'Yves Montand.

## Discographie

### Albums studio
- 1952 : Yves Montand chante…
- 1953 : Montand chante Paris
- 1953 : Yves Montand chante ses dernières créations
- 1954 : Yves montand chante ses derniers succès
- 1955 : Y. Montand
- 1955 : Chansons populaires de France
- 1958 : Dix chansons pour l'été
- 1958 : Je Soussigné Yves Montand
- 1959 : Dansez avec Yves Montand ∫ LP Disques Philips / Philips 77.334 L
- 1961 : Rengaine ta rengaine
- 1962 : Yves Montand chante Jacques Prévert
- 1964 : Le Paris De...
- 1967 : Yves Montand "7"
- 1968 : La Bicyclette
- 1974 : Montand de mon temps (versions réenregistrées)

- 1981 : Montand Les feuilles mortes
- 1984 : Yves Montand chante David Mc Neil
- 1988 : 3 places pour le 26 (BOF - avec M.May)

- 1997 : Plaisirs inédits (11 versions inédites)

### Albums en public
- 1954 : Récital 1953 au Théâtre de l'Étoile (Double LP réf. Odeon OSX 101 OSX 102)
- 1958 : Récital 1958 au Théâtre de L'Étoile de Paris (Double LP réf. Philips Medium B 77 321 L et B 77 322 L (24 titres en public) sorti en coffret numéroté)
- 1963 : Récital 63 (Double LP enregistré en public au Théâtre de L'Étoile à Paris le 15 novembre 1962 - réf. Philips Medium B 77.901 L et B 77.902 L)
- 1968 : À l'Olympia (Simple LP réf. Philips 844.894 BY)
- 1972 : Dans son dernier "One man show" intégral (Double LP réf. CBS 67 281). Il s'agit de l'enregistrement intégral du concert de septembre 1968 partiellement édité en 1968 dans le simple album À l'Olympia
- 1972 : Olympia au profit des réfugiés chiliens; double LP  CBS
- 1981 : Olympia 81 (Double LP enregistré en public le 10 octobre 1981 - réf. Philips 6622023)

### Les chansons: chronologie
- Cette liste répertorie les morceaux enregistrés par Yves Montand

#### 1945
- Elle a... (Odeon 281661)
- Il fait des… (Odeon 281661)
- Dans les plaines du Far-West (Odeon 281662)
- Luna Park (Odeon 281662, enregistré le 15/05/45)

#### 1946
- Les Feuilles mortes (film Les Portes de la nuit)
- Moi, j'm'en fous (Odeon 281744, enregistré le 21/10/46)
- Moi, j'm'en fous (Odeon 281744, seconde version)
- Battling Joe (Odeon 281745)
- La légende du Boogie-Woogie (Odeon 281744, enregistré le 16/12/46)
- Ainsi va la vie (Odeon 281769)
- Il chantait (Odeon 281769, enregistré le 03/12/46)
- La grande cité (Odeon 281745)

#### 1947
- Mais qu’est-ce que j’ai ? (Odeon 281759)
- Ma gosse, ma p'tite môme (Odeon 281759)
- Ce monsieur-là (Odeon 281760, enregistré le 03/11/47)

#### 1948
- Je suis venu à pied (Odeon 281887)
- Ma douce vallée (Odeon 281887)
- Mathilda (Odeon 281888)
- Un p'tit bock (Odeon 281888, enregistré le 26/01/48)
- Clopin-clopant (Odeon 281967, enregistré le 07/05/48)
- Jolie comme une rose (Odeon 281967, enregistré le 07/05/48)
- C'est si bon (Odeon 281936)
- Vel' d'Hiv (Odeon 281936, enregistré le 11/05/48)
- Parce que ça me donne du courage (Odeon 281963)
- À Paris (Odeon 281963)
- Les cireurs de souliers de Broadway (poème lu)
- Les cireurs de souliers de Broadway (Odeon 281964) (Poème de Jacques Prévert)
- Les enfants qui s’aiment (Odeon 281964, enregistré le 13/07/48) (Poème de Jacques Prévert)
- Flâner tous les deux (Odeon 282006)
- Champion du monde (Odeon 282006, enregistré le 17/11/48)
- Maître Pierre (Odeon 282031, enregistré le 14/12/48)
- Rien dans les mains, rien dans les poches (Odeon 282031, enregistré le 14/12/48)
- Feu de bois (Odeon 282032)
- Clémentine (Odeon 282032, enregistré le 22/12/48)

#### 1949
- J'ai de la veine (Odeon 282033, enregistré le 03/01/49)
- Métro (Odeon 282033, enregistré le 26/01/49)
- Les Feuilles mortes (Odeon 282066)
- Et la fête continue (Odeon 282066, enregistré le 09/05/49) (Poème de Jacques Prévert)
- Ma (la) p'tite Suzon (Odeon 282065)
- Quand elle est là (Odeon 282065, enregistré le 17/05/49)
- Barbara (Odeon 282067, poème lu) (Poème de Jacques Prévert)
- Le peintre, la pomme et Picasso (Odeon 282067, enregistré le 17/06/49 (poème lu)
- Ma prairie (Odeon 282155, enregistré le 22/11/49)
- Cornet de frites (Odeon 282158)
- Bal, petit bal (Odeon 282158, enregistré le 27/12/49)

#### 1950
- Cornet de frites (Odeon 282158, enregistré le 14/02/50, seconde version)
- Fleur de Seine (Odeon 282237)
- Rue Saint-Vincent (Odeon 282237, enregistré le 30/06/50)
- Les Feuilles mortes (film Souvenirs perdus, été 1950)
- Compagnons des mauvais jours (film Souvenirs perdus, été 1950) (Poème de Jacques Prévert)
- Tournesol (film Souvenirs perdus, été 1950) (Poème de Jacques Prévert)
- Tournesol (Odeon 282307) (Poème de Jacques Prévert)
- Compagnons des mauvais jours (Odeon 282307) (Poème de Jacques Prévert)
- Les mômes de mon quartier (Odeon 282308, enregistré le 23/10/50)
- Amour, mon cher amour (Odeon 282155)
- Saltimbanques (Odeon 282318, enregistré le 10/11/50) (Poème de Guillaume Apollinaire)
- Sensationnel (Odeon 282317)
- Dis-moi Jo (Odeon 282308)
- Le cocher de fiacre (Odeon 282317, enregistré le 29/11/50)

#### 1951
- Le Gamin de Paris[1] (Odeon 282366, enregistré le 03/01/51)
- C'est à l'aube (Odeon 282366)
- Le galérien (Odeon 282318, enregistré le 30/01/51)
- Le dormeur du val (Odeon 282391, enregistré le 21/02/51)
- Rue Lepic (Odeon 282419)
- Les mômes de mon quartier (Odeon 282308, enregistré le 12/03/51)
- Grands boulevards (Odeon 282419)
- Actualités (Odeon 282418)
- Une demoiselle sur une balançoire (Odeon 282418, enregistré le 04/04/51)
- À Paris (film Paris chante toujours 05/51)
- La complainte de l'auberge rouge (film L'Auberge rouge 06/51)

#### 1952
- Saint-Paul de Vence (Odeon 282391)
- Flamenco de Paris (Odeon 282576, enregistré le 13/02/52)
- Quand un soldat (Odeon 282577)
- Rendez-vous avec la liberté (Odeon 282576)
- Les routiers (Odeon 282577, enregistré le 13/02/52)
- Les amoureux (Odeon 282710, enregistré le 10/11/52)
- Les amoureux (Odeon 282710, seconde version)
- Le musicien (Odeon 282714)
- Cartes postales (Odeon 282710)
- Toi, tu n'ressembles à personne (Odeon 282714, enregistré le 17/12/52)
- C'est pas une chanson d'amour (Odeon 282733)
- Ninon, ma Ninette (Odeon 282733)
- Rue d'Belleville (Odeon 282737, enregistré le 19/12/52)

#### 1953
- Il chantait (Radio Luxembourg, début 1953)
- Ah ! Si vous connaissiez ma poule (émission radio "Ce soir à l'affiche", imitation de M. Chevalier)
- Le vieux canal (Odeon 282737, enregistré le 11/05/53)
- Il a fallu (Odeon 282823, enregistré le 11/05/53)
- Le chemin des oliviers (Odeon 282824, enregistré le 12/05/53)
- J'aime t'embrasser (Odeon 282823, enregistré le 12/05/53)
- Car je t'aime (Odeon 282822, enregistré le 12/05/53)
- Le doux caboulot (Odeon 282824, enregistré le 12/05/53)
- Sanguine (Odeon 282822, enregistré le 15/05/53)
- Sanguine (Odeon 282860, enregistré le 04/09/53, seconde version)
- Le grand amour de ma vie (Odeon 282860, enregistré le 26/09/53)
- Premiers pas (Odeon 282867, enregistré le 02/10/53)
- Donne-moi des sous (Odeon 282867, enregistré le 02/10/53)
- After you've gone (instrumental) (Récital au théâtre de l'Étoile, octobre 1953)
- Du soleil plein la tête (instrumental) (Récital au théâtre de l'Étoile, octobre 1953)
- La ballade de Paris (Récital au théâtre de l'Étoile, octobre 1953)
- Premiers pas (Récital au théâtre de l'Étoile, octobre 1953)
- Quand un soldat (Récital au théâtre de l'Étoile, octobre 1953)
- Une demoiselle sur une balançoire (Récital au théâtre de l'Étoile, octobre 1953)
- Il a fallu (Récital au théâtre de l'Étoile, octobre 1953)
- Saltimbanques (Récital au théâtre de l'Étoile, octobre 1953)
- Gilet rayé (Récital au théâtre de l'Étoile, octobre 1953)
- Car je t'aime (Récital au théâtre de l'Étoile, octobre 1953)
- Flamenco de Paris (Récital au théâtre de l'Étoile, octobre 1953)
- Il fait des... (Récital au théâtre de l'Étoile, octobre 1953)
- Le peintre, la pomme et Picasso (Récital au théâtre de l'Étoile, octobre 1953)
- Sanguine (Récital au théâtre de l'Étoile, octobre 1953)
- Du soleil plein la tête (Récital au théâtre de l'Étoile, octobre 1953)
- Medley - Tea for two, Sometimes I'm happy, Hallelujah (instrumental) (Récital au théâtre de l'Étoile, octobre 1953)
- Du soleil plein la tête (instrumental) (Récital au théâtre de l'Étoile, octobre 1953)
- Toi, tu n'ressembles à personne (Récital au théâtre de l'Étoile, octobre 1953)
- Le chemin des oliviers (Récital au théâtre de l'Étoile, octobre 1953)
- Les routiers (Récital au théâtre de l'Étoile, octobre 1953)
- Donne-moi des sous (Récital au théâtre de l'Étoile, octobre 1953)
- Les cireurs de souliers de Broadway (Récital au théâtre de l'Étoile, octobre 1953)
- Dis-moi Jo (Récital au théâtre de l'Étoile, octobre 1953)
- Le chef d'orchestre est amoureux (Récital au théâtre de l'Étoile, octobre 1953)
- C'est à l'aube (Récital au théâtre de l'Étoile, octobre 1953)
- Barbara (Récital au théâtre de l'Étoile, octobre 1953)
- À Paris (Récital au théâtre de l'Étoile, octobre 1953)
- Les Feuilles mortes (Récital au théâtre de l'Étoile, octobre 1953)
- C'est si bon (Récital au théâtre de l'Étoile, octobre 1953)

#### 1954
- Je vends des hot-dogs (émission radio "Strictement confidentiel")
- La goualante du pauvre Jean (Odeon 282931, enregistré le 19/01/54)
- Faubourg Saint-Martin (Odeon 282931, enregistré le 04/02/54)
- Mon pot' le gitan (Odeon 282966, enregistré le 04/03/54)
- Neige sur la ville (Odeon 282966, enregistré le 04/03/54)
- Cœur de mon cœur (Odeon 282949, enregistré le 23/03/54)
- La tête à l'ombre (Odeon 282966, enregistré le 01/04/54)
- La ballade de Paris (film L'air de Paris)
- Je soussigné (Odeon)
- La ville morte (Odeon)
- Saltimbanques (Odeon)
- Flamenco de Paris (Odeon)
- C'est si bon (Odeon)
- À Paris (Odeon)
- Idylle philoménale (Odeon).

#### 1955
- Le roi Renaud revient de guerre (Odeon)
- La complainte de Mandrin (Odeon)
- J'avions reçu commandement (Odeon)
- Aux marches du palais (Odeon)
- Le roi a fait battre tambour (Odeon)
- Chanson du capitaine (je m'suis t'engagé) (Odeon)
- Le soldat mécontent (Odeon)
- Les Canuts (Odeon)
- Le Temps des cerises (Odeon)
- La butte rouge (Odeon)
- Giroflé, Girofla (Odeon)
- Le chant des partisans (Le chant de la Libération) (Odeon)
- La chanson des maréchaux (film Napoléon, version Odeon)
- La chanson des maréchaux (film Napoléon, version Philips)

#### 1956
- Le puits (Odeon)
- Le petit môme (Odeon)
- La Marie Vison (Odeon)
- Moisson (la terre est basse) (Odeon)
- Quand un soldat (Concert à Moscou, décembre 1956)
- Une demoiselle sur une balançoire (Concert à Moscou, décembre 1956)
- Car je t'aime (Concert à Moscou, décembre 1956)
- Toi, tu n'ressembles à personne (Concert à Moscou, décembre 1956)
- Le chemin des oliviers (Concert à Moscou, décembre 1956)
- Les routiers (Concert à Moscou, décembre 1956)
- Les cireurs de souliers de Broadway (Concert à Moscou, décembre 1956)
- À Paris (Concert à Moscou, décembre 1956)
- Les Feuilles mortes (Concert à Moscou, décembre 1956)
- C'est si bon (Concert à Moscou, décembre 1956)
- Le gamin de Paris (Concert à Moscou, décembre 1956)
- Planter café (Concert à Moscou, décembre 1956)
- La Marie vison (Concert à Moscou, décembre 1956)
- Mon manège à moi (Concert à Moscou, décembre 1956)
- Grands boulevards (Concert à Moscou, décembre 1956)
- Battling Joe (Concert à Moscou, décembre 1956)

#### 1957
- La grande cité (Odeon)
- Ma gosse, ma p'tie môme (Odeon)
- Luna Park (Odeon)
- Dans les plaines du Far-West (Odeon)
- Battling Joe (Odeon)
- Mathilda (Odeon)
- Elle a... (Odeon)

#### 1958
- Rendez-vous de Paname (14 juillet) (Odeon)
- L'assassin du dimanche (Odeon)
- Le Chat de la Voisine (Odeon)

#### 1960
- Incurably romantic (film Le milliardaire)
- Let's make love (film Le milliardaire)

#### 1961
- Ami lointain

#### 1963
- Des "Je t'aime" (Philips 432880 - 45 tours)
- C'est de la faute à l'accordéon  (Philips 432880 - 45 tours)
- Joli mai (Philips 6680267 - 33 tours, chanson non rééditée en CD)

#### 1964
- Le chevalier de Paris (Poème d'Angèle Vanier)

#### 1967
- Je t'aime (album Montand 7) (Poème de Paul Éluard)
- Idylle philoménale (album Montand 7)
- La plus belle des mers (album Montand 7) (Poème de Nazim Hikmet)
- Bourlingue (album Montand 7, chanson non rééditée en CD)
- L'amoureuse (album Montand 7) (Poème de Paul Éluard)
- La colombe de l'arche (album Montand 7) (Poème de Robert Desnos)
- Coucher avec elle (album Montand 7) (Poème de Robert Desnos)
- Je me souviens (album Montand 7) (Poème de Louis Aragon)
- Le port (album Montand 7)
- Mon frère (album Montand 7, chanson non rééditée en CD) (Poème de Nazim Hikmet)
- Les Tuileries (album Montand 7) (Poème de Victor Hugo)
- C'était (album Montand 7, chanson non rééditée en CD)
- Le Paris de... Yves Montand (CBS S 63047 - 33 tours, réédition de 1964)
- Chansons populaires de France (CBS 63445 - 33 tours, réédition de 1963)

#### 1968
- La bicyclette

#### 1978
- Pour faire le portrait d'un oiseau (poème de Jacques Prévert, lu dans l'émission radio Les cinglés du Music-Hall de Jean-Christophe Averty)
- Casse-têtes (CBS 6200 - 45 tours)
- 1947 (CBS 6200 - 45 tours)

#### 1984[2]
- Nostalgie d’Angie
- Tour s’efface
- Vous souvenez-vous Louisa ?
- Vanessa
- Couleurs
- Les jardins de Monte-Carle
- Retour
- Fable
- Lettre anonyme à Monsieur le conservateur du musée du Louvre

#### 1986
- La colombe de l'arche (nouvelle version)

#### 1988
- Qui luxure ? (film Trois places pour le 26)
- Lorsqu'on revient (film Trois places pour le 26)
- Ciné qui chante (film Trois places pour le 26)
- Douce folie (film Trois places pour le 26)
- Qui luxure ? (film Trois places pour le 26, chanté avec Mathilda May)

#### 1989
- Hollywood (émission télé "Champs-Élysées, spécial Yves Montand")
- Au kabaret de la dernière chance (enregistrement de studio)

#### 1991
- Valentin (poème lu - répétitions du tour de chant 1992)
- 1947 (répétitions du tour de chant 1992)
- Les Feuilles mortes (répétitions du tour de chant 1992)